# Berzocana
Berzocana (extremadurai nyelven Berçocana) település Spanyolországban, Cáceres tartományban. Berzocana Aldeacentenera községgel határos. Lakosainak száma 395 fő (2024).

## Népesség
A település népessége az elmúlt években az alábbi módon változott:
| Lakosok száma | 594  | 525  | 534  | 528  | 496  | 478  | 452  | 423  | 416  | 395  |
|               | 2001 | 2004 | 2006 | 2009 | 2011 | 2014 | 2016 | 2019 | 2021 | 2024 |